# Bibio striatipes
Bibio striatipes är en tvåvingeart som beskrevs av Walker 1848. Bibio striatipes ingår i släktet Bibio och familjen hårmyggor. Inga underarter finns listade i Catalogue of Life.